# Miconia setulosa
Miconia setulosa es una especie de fanerógama en la familia de Melastomataceae. Es endémica de Perú (departamentos de Cuzco y de Puno), y de Bolivia.

## Taxonomía
Miconia setulosa fue descrita por Alfred Cogniaux y publicado en Monographiae Phanerogamarum 7: 898. 1891.
Etimología
Miconia: nombre genérico que fue otorgado en honor del botánico catalán Francisco Micó.
setulosa: epíteto latíno que significa "con pequeñas cerdas"